# Ermont
Ermont är en kommun i departementet Val-d'Oise i regionen Île-de-France i norra Frankrike. Kommunen ligger i kantonen Ermont som tillhör arrondissementet Pontoise. År 2022 hade Ermont 29 189 invånare.

## Befolkningsutveckling
Antalet invånare i kommunen Ermont
| Referens: INSEE |